# Vier schatten van de studeerkamer
De vier schatten van de studeerkamer zijn de vier gebruiksvoorwerpen die worden gebruikt in de Oost-Aziatische kalligrafie en schilderkunst. Dit zijn: penseel, inktsteen, inktstaaf en papier.
De vier schatten van de studeerkamer worden zodanig genoemd omdat ze samen de meest elementaire gebruiksvoorwerpen vormen welke benodigd zijn voor de studie van kalligrafie en schilderkunst. Ze werden en worden nog altijd met veel respect behandeld. Tegenwoordig worden de vier schatten, soms ook wel juwelen genoemd, minder vaak gebruikt omdat moderne kalligrafeerpennen sneller in gebruik zijn dan dat men zelf inkt moet schuren op een inktsteen met een inktstaaf.

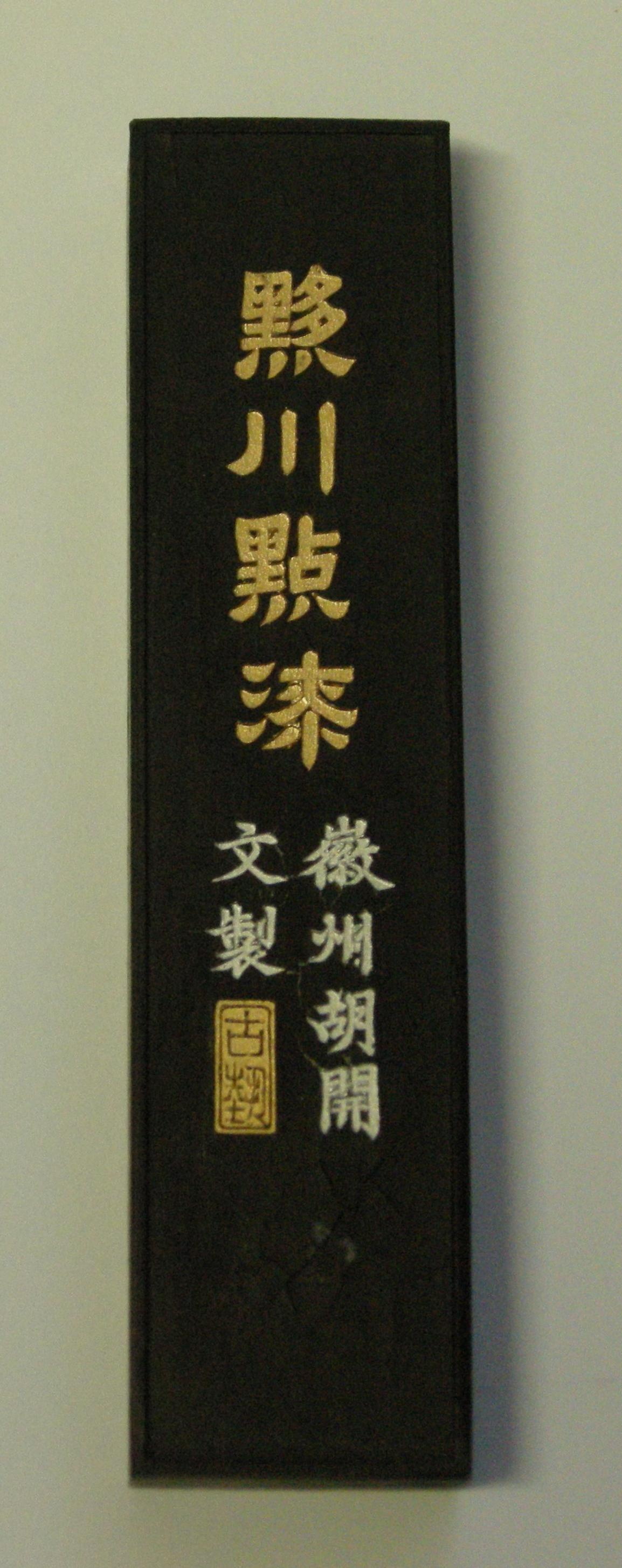
Inktstaaf
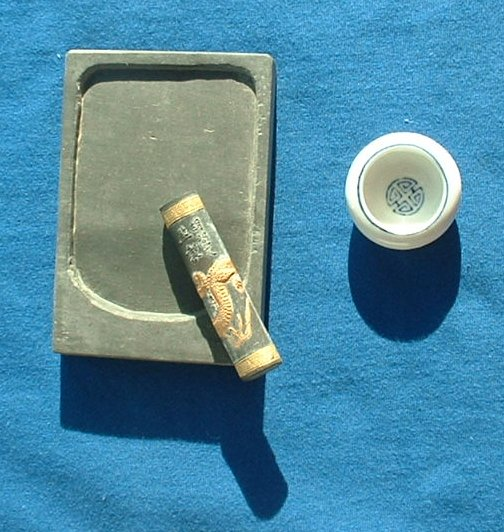
Inktsteen
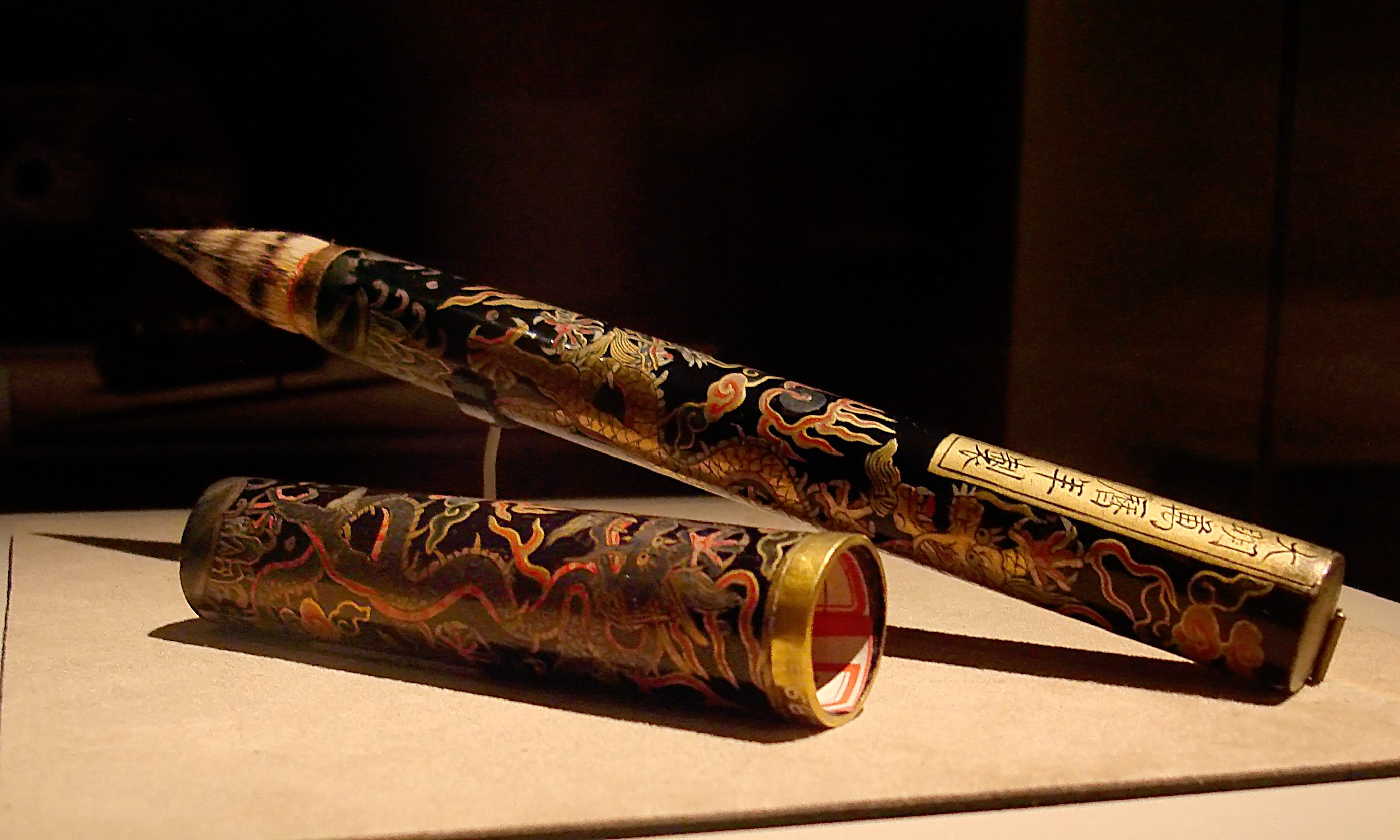
Penseel
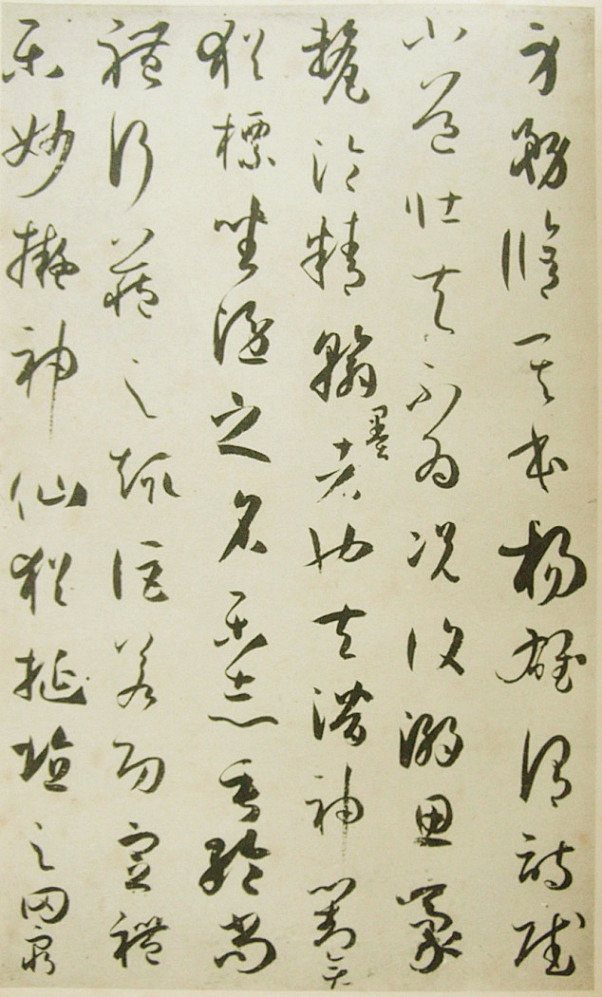
Papier